# Liparis habenarina
Liparis habenarina är en orkidéart som först beskrevs av Ferdinand von Mueller, och fick sitt nu gällande namn av George Bentham. Liparis habenarina ingår i släktet gulyxnen, och familjen orkidéer. Inga underarter finns listade i Catalogue of Life.